# FilmOut San Diego 2011
La 7ª edizione del FilmOut San Diego si è tenuta dal 19 al 21 agosto e dal 26 al 28 agosto 2011 a San Diego, California.

## Premi

### FilmOut Festival Awards
- Best Narrative Feature:  Paul Marcarelli & Molly Pearson - The Green
- Best Screenwriting: J.T. Tepnapa & Carlos Pedraza -  Judas Kiss
- Miglior attore: Esai Morales - Gun Hill Road
- Miglior attrice: Dreya Weber - A Marine Story
- Miglior attore non protagonista: Cheyenne Jackson - The Green
- Miglior attrice non protagonista: Illeana Douglas - The Green
- Miglior film internazionale: Maryam Keshavarz - Circumstance
- Best Overall Short Film: Michelle Pollino - Frischluft-Therapie
- Miglior cortometraggio maschile: Eric Casaccio - Freak
- Miglior cortometraggio femminile: Deana Williams -  Tracks
- Miglior cortometraggio internazionale
  - Pat Mills -  5 Dysfunctional People in a Car
  - Christoph Scheerman -  Frischluft-Therapie
- Miglior fotografia: Tom Camarda - Leave It on the Floor
- Miglior regia: Steve Williford - The Green
- Miglior colonna sonora: H.P. Mendoza - Longhorns

### FilmOut Audience Awards
- Best Narrative Feature: John Carrozza, Laurence Ducceschi & Keith Hartman - You Should Meet My Son!
- Best First Narrative Feature: Rashaad Ernesto Green - Gun Hill Road
- Best Overall Short Film: Rod Guajardo - Unimaginable
- Miglior cortometraggio maschile: Michael J. Saul - Go Go Reject
- Miglior cortometraggio femminile: Fontessa de Ridder - You're Cordially Uninvited
- Miglior attore: Jason Butler Harner - The Green
- Miglior attrice: Joanne McGee - You Should Meet My Son!
- Miglior attore non protagonista: Derek Villanueva - Longhorns
- Miglior attrice non protagonista: Carol Goans - You Should Meet My Son!

### FilmOut Programming Awards
- Freedom Award: Harmony Santana - Gun Hill Road
- Outstanding Emerging Talent
  - Ben Bonenfant - Strapped
  - Sarah Stouffer - Bloomington
- Outstanding Artistic Achievement: Jesus Garay - Eloïse
- Filmmaker Career Achievement Award: Randal Kleiser